# Жизнестойкость
Жизнесто́йкость (от англ. hardiness — «выносливость», «устойчивость», «закалённость») — способность личности выдерживать стрессовые ситуации, сохраняя при этом внутреннюю сбалансированность без снижения успешности деятельности.

## История
В 1975 году С. Мадди со своей исследовательской командой начали изучать менеджеров в телефонной компании Illinois Bell. В это время компания в корне меняла принцип работы, из-за этого сотрудники испытывали сильный стресс. В 1981 и 1982 гг. там было уволено приблизительно 40 тысяч работников.
Исследуя выборку порядка 450 менеджеров компании по различным медицинским и психологическим параметрам, С. Мадди обнаружил, что две трети испытуемых в ситуации резких перемен подтверждали концепцию стресса Г. Селье: их здоровье ухудшалось, показатели успешности работы падали, портились отношения с близкими людьми. Были зафиксированы случаи повышенного артериального давления, мигреней, депрессий, разводов, попыток суицида. Но с другой частью выборки всё было иначе. Треть испытуемых под влиянием длительной неопределённой стрессовой ситуации, напротив, преуспевали. Они чувствовали себя здоровее, чем когда либо, укрепляли отношения с близкими, а в работе они выдвигали ценные идеи, работали лучше, эффективнее, а если и уходили из компании, то преуспевали в других местах, а порой открывали собственное дело.
Заинтересовавшись, в чём разница между «пострадавшими» и «преуспевшими», С. Мадди начал искать различия между этими двумя группами. Оказалось, что различия между «преуспевшими», названными жизнестойкими, и «пострадавшими», нежизнестойкими, заключались в наличии или отсутствии трех установок: по отношению к стрессовым ситуациям, в особом отношении к окружающим людям и в применении особого трансформационного копинга или регрессионного.
В настоящее время термин «hardiness» имеет наиболее устоявшийся в современной научной терминологии перевод «жизнестойкость», предложенный Д. А. Леонтьевым.

## Компоненты жизнестойкости
С. Мадди выделил три сравнительно автономных компонента жизнестойкости: вовлечённость, контроль, принятие риска. Выраженность этих компонентов и жизнестойкости в целом препятствует возникновению внутреннего напряжения в стрессовых ситуациях.
- Вовлечённость («commitment»), означающая включённость личности в события своей жизни и свою деятельность, получение удовольствия от этого[5].
- Контроль («control») мотивирует субъекта к поиску путей и средств влияния и воздействия на ситуацию, с целью ее трансформации в менее или не стрессогенную, избегая попадания в состояние беспомощности, убеждённости в наличии причинно-следственной связи между его действиями, поступками, усилиями и результатами, отношениями, событиями и т. п.
- Принятие риска («challenge») позволяет личности понимать неизбежность риска и оставаться открытой окружающему миру, принимать происходящее событие как вызов и испытание, даёт возможность приобрести новый опыт извлечь для себя определённые уроки[6].

Помимо этих компонентов жизнестойкость включает в себя такие базовые ценности, как кооперацию (сотрудничество), доверие и креативность.
Компоненты жизнестойкости развиваются в детстве и отчасти в подростковом возрасте, хотя их можно развивать и позднее с помощью тренингов. Их развитие решающим образом зависит от отношений родителей с ребёнком. В частности, для развития компонента вовлечённости принципиально важно принятие и поддержка, любовь и одобрение со стороны родителей. Для развития компонента контроля важна поддержка инициативы ребёнка, его стремления справляться с задачами все возрастающей сложности на грани своих возможностей. Для развития принятия риска важно богатство впечатлений, изменчивость и неоднородность среды.

## Механизмы жизнестойкости
В своих исследованиях С. Мадди описывает пять основных механизмов, благодаря которым проявляется буферное влияние жизнестойкости на развитие заболеваний и стресса:
- оценка жизненных изменений как менее стрессовых
- создание мотивации к трансформационному совладанию
- усиление иммунной реакции
- усиление ответственности по отношению к практикам здоровья (здоровому образу жизни)
- поиск активной социальной поддержки, способствующей трансформационному совладанию

## Характеристика жизнестойкого человека
Согласно С. А. Богомазу жизнестойкий человек:
- высоко осмысливает собственную жизнь, удовлетворён прошлой и настоящей жизнью, которая воспринимается им как интересная и эмоционально насыщенная
- склонен искажать реальность, создавая идеальную картину мира
- демонстрирует высокий уровень активности и целеустремлённости, благодаря которым он с интересом включается в жизненные события, стремится владеть ситуацией и управлять собственным здоровьем
- свойственен высокий эмоциональный интеллект и способность адекватно управлять своими и чужими эмоциями

Исследователями подтверждена связь жизнестойкости с гибкостью мышления, креативностью, высокой социально-психологической адаптированностью и общим психологическим благополучием личности.
Таким образом, жизнестойкий человек не только способен сохранять «веру в себя и свои силы», в положительный исход любой ситуации, но также умеет эффективно перестраивать собственные установки, навыки и способности в соответствие с трансформацией полученного опыта. Жизнестойкий человек способен избирательно подходить к выбору копинг-стратегий в той или иной ситуации. Использует проблемноориентированный стиль совладания в ситуациях, требующих и имеющих возможность разрешения, и эмоционально-ориентированный стиль в ситуациях, не имеющих возможность разрешения, при длительных стрессовых воздействиях.

## Понятие жизнестойкости в различных подходах
- В теориях экзистенциалистов жизнестойкость связана с индивидуальностью, активностью, направленностью субъекта на творческую деятельность, целеустремленностью проектирования будущего саморазвития, осознания смысла существования в социальном обществе[12][13].

- Философы-иррационалисты объясняют жизнестойкость через стремление человека к самоутверждению силой духа, преуспевания в жизни[14].
- Герменевтика интерпретирует смысл жизни субъекта через самосознание, активное «вчувствование», личностное «сопереживание» и связывает эти понятия с жизнестойкостью[15].
- Философия позитивизма поддерживает необходимость актуализации в юношеском возрасте жизнестойкости — «созидательных импульсов вживания» в социум при условии личностной развитости мышления[16].
- Гуманистическое направление считает, что жизнестойкость проявляется в стремлении человека к совершенству, самодетерминированности поведения, самоактуализации, теории «самости», социального взаимодействия и др.[17]

А. Ф. Замалеев и другие российские философы дополняют иностранных авторов и говорят о необходимости познавательной активности индивида, ведущей к саморазвитию, мотивированности на достижение поставленной цели, обращаются к воле, сознанию, индивидуализации, что открывает новые направления изучения феномена жизнестойкости человека.

## Методики измерения жизнестойкости
Существует несколько методик, разработанных для измерения жизнестойкости, наиболее часто используемыми являются Personal Views Survey, Dispositional Resilience Scale и Hardiness Scale.
На русский язык «Тест жизнестойкости» («Hardiness Survey», Maddi S.R.) адаптирован Д. А. Леонтьевым и Е. И. Рассказовой.
Исследования жизнестойкости в русле концепции С. Мадди, одновременно служащие проверкой валидности методики измерения жизнестойкости, можно разделить на три основных направления:
- исследования связи жизнестойкости с психологическими переменными, отражающими разного рода проблемы и нарушения (конструктная валидность)
- исследования связи жизнестойкости с другими позитивными характеристиками личности и обоснование их различия (дискриминантная валидность)
- исследования связи жизнестойкости с клиническими и поведенческими переменными — здоровьем, эффективностью исполнения и др. (экологическая валидность)

## Родственные понятия
Важно отметить, что при изучении психологических процессов противостояния человека стрессу, способов преодоления экстремальных ситуаций, способностей к личностному развитию в трудных жизненных обстоятельствах используются различные понятия. Все они, отчасти, являются родственными понятию «жизнестойкость» и, прежде всего, отражают наличие существующих внутренних возможностей человека, которыми он может воспользоваться в различных жизненных ситуациях.
Ресурс является понятием полидисциплинарным. По словам В. П. Зинченко, ресурсный подход дает возможность в терминах одного языка описать как требования, накладываемые внешней средой на систему, так и внутренние возможности системы удовлетворять данным требованиям. Жизнестойкость личности рассматривается некоторыми исследователями, как личностный ресурс, а также способность в жизненно важных ситуациях воспользоваться внешними ресурсами.
Адаптация также понятие полидисциплинарное. Психологическая адаптация — процесс установления оптимального соответствия личности окружающей среде в ходе осуществления свойственной человеку деятельности, который позволяет индивидууму удовлетворять актуальные потребности и реализовать связанные с ними значимые цели (при сохранении физического и психического здоровья), обеспечивая в то же время соответствие психической деятельности человека, его поведения требованиям среды.
Психологическая устойчивость — это качество личности, отдельными аспектами которого являются стойкость, уравновешенность, сопротивляемость. Оно позволяет личности противостоять жизненным трудностям, неблагоприятному давлению обстоятельств, сохранять здоровье и работоспособность в различных испытаниях.
Психологическую стойкость личности связывают, как с проявлением способности сохранять постоянный уровень активности, хорошее настроение, так и с проявлением таких личностных качеств, как отзывчивость, наличие разносторонних интересов, избегание упрощенности в ценностях, целях и стремлениях 173].
Устойчивость личности, по А. Н. Леонтьеву, определяется соотношением смыслообразующих мотивов с определёнными поведенческими особенностями, со способами осуществления деятельности.
Термин жизнеспособность был впервые введён Б. Г. Ананьевым, который подразумевал под жизнеспособностью общую трудоспособность человека. Главнейший фактор сохранения жизнестойкости и жизнеспособности, по мнению Б. Г. Ананьева, — тренируемость интеллектуальных функций. В настоящее время акценты в определении жизнеспособности несколько смещены в сторону выживаемости человека и его личностного самосохранения (И. М. Ильинский, П. И. Бабочкин, М. П. Гурьянова и другие). В англоязычной психологической литературе жизнестойкость (hardiness) рассматривается как фактор психологической резилентности («resilience»). Жизнестойкость, в отличие от резилентности, определяется как личностная черта, амортизирующая воздействие сильного стресса. Жизнеспособность включает в себя более широкий спектр феноменов психики человека, которая развивается по определённым генетическим, психологическим и социально-психологическим закономерностям. Она является многокомпонентным личностным образованием, влияющим на актуализацию различных свойств психики человека в ситуациях жизненного стресса и напряжения. Наличие этого качества присуще человеку в качестве индивида, личности и субъекта.
Личностный потенциал — интегральная характеристика уровня личностной зрелости, отражает меру преодоления личностью заданных обстоятельств, в конечном счете, преодоление личностью самой себя, а также меру прилагаемых ею усилий по работе над собой и над обстоятельствами своей жизни. Одна из специфических форм проявления личностного потенциала — это преодоление личностью неблагоприятных условий её развития. Эти неблагоприятные условия могут быть заданы генетическими особенностями, соматическими заболеваниями, а могут — внешними неблагоприятными условиями. Существуют заведомо неблагоприятные условия для формирования личности, они могут действительно роковым образом влиять на развитие, но их влияние может быть преодолено, опосредовано, прямая связь разорвана за счет введения в эту систему факторов дополнительных измерений, прежде всего самодетерминации на основе личностного потенциала.
Понятие жизнестойкость пересекается с вышеприведенными понятиями, однако оно обозначает отдельно значимый феномен психики человека, который развивается по определённым генетическим закономерностям, является многокомпонентным личностным образованием, влияющим на актуализацию различных свойств психики человека в ситуациях жизненного напряжения.